# Sandor Alexander Svoboda

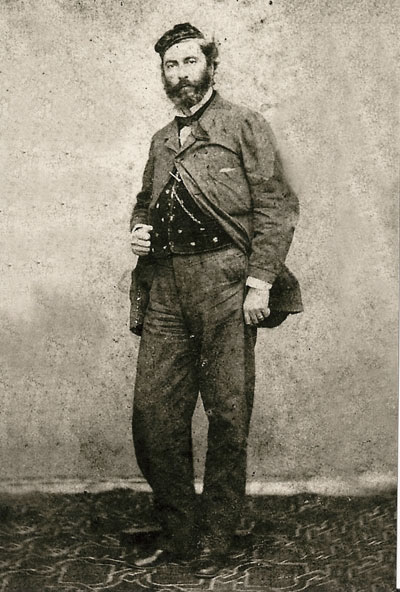
Sandor Alexander Svoboda

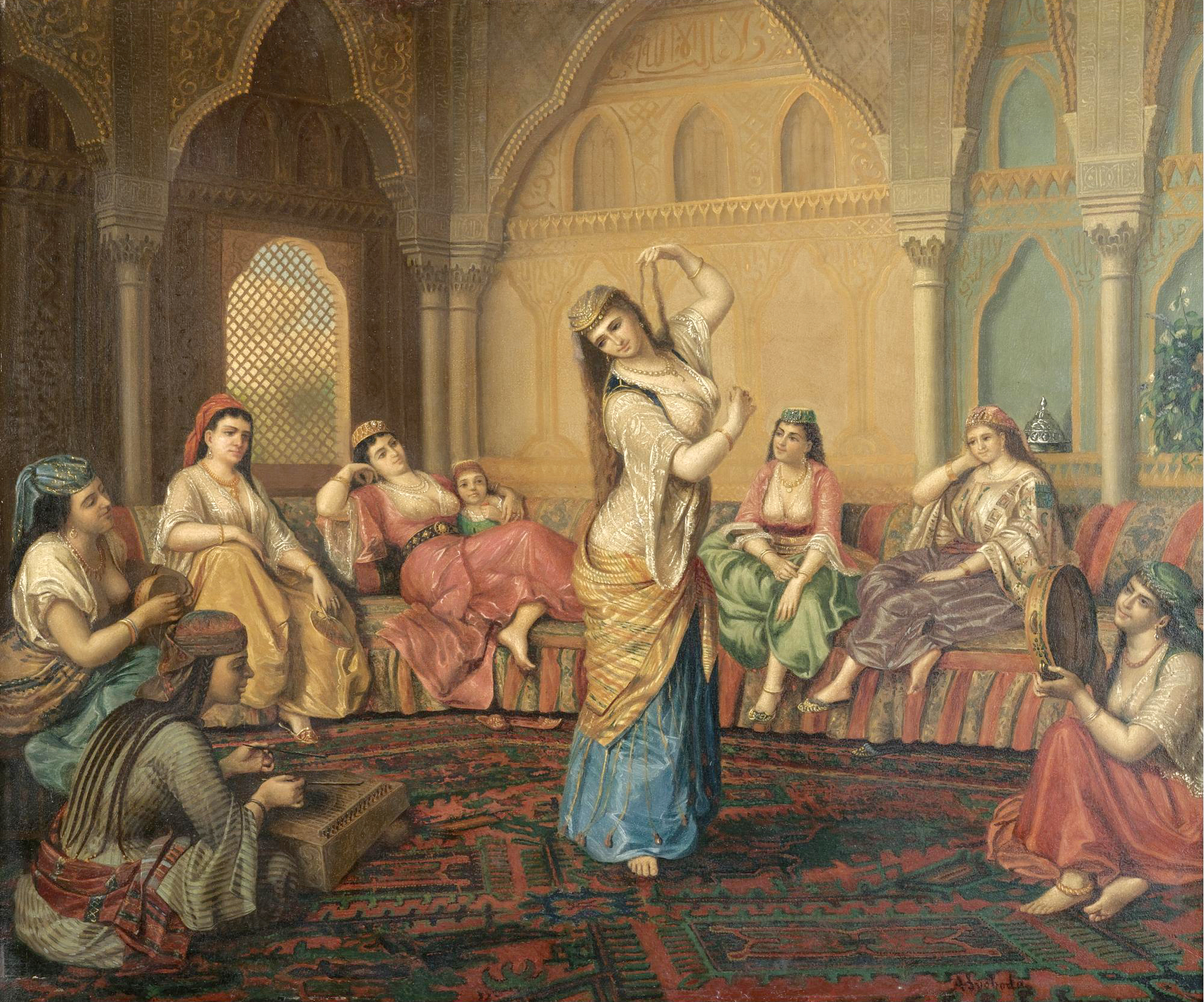
Die Haremstänzerin

Sandor Alexander Svoboda (* 8. Januar 1826 in Bagdad; † 8. August 1896 in Smyrna) war ein Maler und Fotograf ungarisch-armenischer Abstammung. 
Sandor Alexander Svoboda war der älteste Sohn von Anton Svoboda und Euphemie Josephine Muradjian.
Er war, wie auch seine Brüder, Schüler in der französischen Karmeliterschule in Bagdad. Danach studierte er Malerei in Budapest bei Miklós Barabás, in Venedig und London. Zurück in Bagdad wurde er als erfolgreicher Maler und Fotograf bekannt. Gemeinsam mit seinem Bruder Josef Maria Svoboda verbrachte er einige Jahre in Bombay und kam 1857 nach Bagdad zurück. 1858 verließ er Bagdad und ließ sich in Smyrna nieder, wo er etwa von 1865 bis 1868 ein Fotoatelier betrieb, kam dann nach Europa, wo er den Rest seines Lebens verbrachte.

## Veröffentlichungen

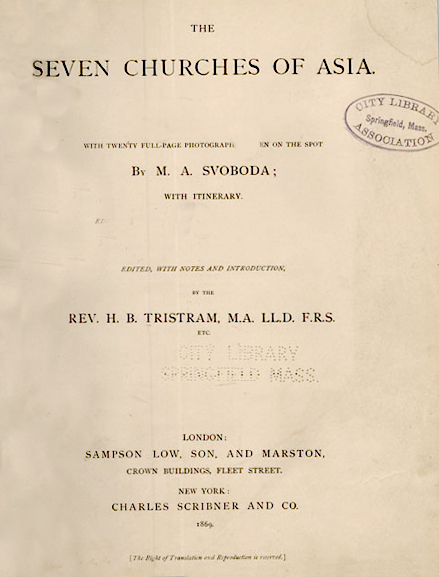
The seven churches of Asia (1869)

- The seven churches of Asia, with twenty full-page photographs, taken on the spot, historical notes, and itinerary. With an introduction by the Rev. H. B. Tristram, M.A. Sampson Low, Son and Marston, London 1869.